# غلبهار السفلي (بربرود الغربي)
غلبهار السفلی (بالفارسية: گل بهار سفلی) هي قرية تقع في إيران في قسم بربرود الغربي الریفي. يقدر عدد سكانها بـ 174 نسمة .